# Anisoplia dispar
Anisoplia dispar är en skalbaggsart som beskrevs av Wilhelm Ferdinand Erichson 1847. Anisoplia dispar ingår i släktet Anisoplia och familjen Rutelidae. Inga underarter finns listade i Catalogue of Life.

## Bildgalleri

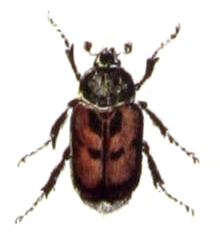